# Ermengarde von Anjou († 1076)
Ermengarde von Anjou, genannt Blanche (* unsicher: 1018; † 18. März 1076 in Fleurey-sur-Ouche), war die Tochter von Graf Fulko III. dem Schwarzen von Anjou (Foulques Nerra) und Hildegard.
Sie heiratete um 1035 in erster Ehe Graf Gottfried II. von Gâtinais (Geoffrey Ferréol, † 30. April 1043/45, Haus Château-Landon); aus dieser Ehe entstammen:
- Gottfried III. der Bärtige (Geoffroy le Barbu) († 1096/97), Graf von Anjou
- Fulko IV. der Zänker (Foulques le Réchin) († 1109), Graf von Anjou
- Hildegard, ⚭ um 1050 Josselin I., Herr von Courtenay (Haus Courtenay)

Als ihre Mutter 1046 zu einer Pilgerfahrt nach Jerusalem aufbrach, war Ermengarde bereits Witwe. Sie heiratete in zweiter Ehe um 1048 Herzog Robert I. von Burgund (später der Alte genannt, * 1011, † 21. März 1076, Älteres Haus Burgund); aus dieser Ehe hatte sie eine Tochter:
- Hildegard (* wohl 1050, † nach 1104, wohl 1120); ⚭ 1068/69 Wilhelm VI./VIII. († 25. September 1086) Graf von Poitou, Herzog von Aquitanien (Ramnulfiden)

Durch den kinderlosen Tod ihres Bruders Gottfried II., Graf von Vendôme und Anjou, im Jahr 1060 erbte sie für ihre Söhne die Grafschaft Anjou, während die Nachkommen ihrer Schwester Adela die Grafschaft Vendôme erhielten. Am 18. März 1076 wurde sie gemeinsam mit ihrem Ehemann, Herzog Robert von Burgund in der Kirche von Saint-Fleurey-sur-Ouche ermordet. Beide wurden in der Abtei von Saint-Seine bestattet.

## Weblink
- Ermengarde bei Medieval Lands

| Personendaten    | Personendaten                    |
| ---------------- | -------------------------------- |
| NAME             | Ermengarde von Anjou             |
| ALTERNATIVNAMEN  | Blanche de Anjou (Spitzname)     |
| KURZBESCHREIBUNG | Person des Hauses Château-Landon |
| GEBURTSDATUM     | unsicher: 1018                   |
| STERBEDATUM      | 18. März 1076                    |
| STERBEORT        | Fleurey-sur-Ouche                |